# Suréchantillonnage
Le suréchantillonnage ou sur-échantillonnage est une technique particulière d'échantillonnage. Elle consiste à échantillonner le signal à une fréquence très élevée, beaucoup plus que ne l'exigerait le théorème de Shannon.
Le suréchantillonnage permet de :
1. Faciliter la conception du filtre anticrènelage, (ou antirepliement, ou encore anti-aliasing) ;
2. Diminuer le bruit présent dans la bande utile et d'augmenter le rapport signal sur bruit.

Il est employé dans les convertisseurs sigma-delta.
Dans le domaine audionumérique, la technique de suréchantillonnage permet de minimiser les pertes de transitoires (notamment harmoniques) du signal audio analogique. Ces transitoires étant situés entre deux paliers numériques successifs créés par la fréquence d'échantillonnage du convertisseur A/N.
Dans le domaine des boucles PLL utilisées comme synthétiseur de fréquence, on fait appel à des modulateurs sigma-delta (∆ / ∑) suréchantillonneurs qui permettent de fractionner le facteur de division du diviseur de retour de la boucle PLL. Un tel fractionnement contribue à réduire le bruit de phase du comparateur de phase de la PLL.